# Міддлтаун (Індіана)
Міддлтаун (англ. Middletown) — місто (англ. town) в США, в окрузі Генрі штату Індіана. Населення — 2253 особи (2020).

## Географія
Міддлтаун розташований за координатами 40°3′34″ пн. ш. 85°32′34″ зх. д. / 40.05944° пн. ш. 85.54278° зх. д. (40.059450, -85.542782).  За даними Бюро перепису населення США в 2010 році місто мало площу 3,00 км², з яких 2,99 км² — суходіл та 0,01 км² — водойми.

## Демографія
Згідно з переписом 2010 року, у місті мешкали 2322 особи в 894 домогосподарствах у складі 594 родин. Густота населення становила 774 особи/км².  Було 998 помешкань (333/км²).
Расовий склад населення:
| - 97,6 % — білих - 0,5 % — азіатів - 0,3 % — чорних або афроамериканців - 0,1 % — корінних американців |

До двох чи більше рас належало 1,3 %. Частка іспаномовних становила 0,8 % від усіх жителів.
За віковим діапазоном населення розподілялося таким чином: 27,8 % — особи молодші 18 років, 56,6 % — особи у віці 18—64 років, 15,6 % — особи у віці 65 років та старші. Медіана віку мешканця становила 36,6 року. На 100 осіб жіночої статі у місті припадало 88,0 чоловіків;  на 100 жінок у віці від 18 років та старших — 82,8 чоловіків також старших 18 років.
Середній дохід на одне домашнє господарство  становив 45 203 долари США (медіана — 37 238), а середній дохід на одну сім'ю — 48 499 доларів (медіана — 40 391). Медіана доходів становила 40 417 доларів для чоловіків та 27 332 долари для жінок. За межею бідності перебувало 23,3 % осіб, у тому числі 33,2 % дітей у віці до 18 років та 2,2 % осіб у віці 65 років та старших.
Цивільне працевлаштоване населення становило 965 осіб. Основні галузі зайнятості: освіта, охорона здоров'я та соціальна допомога — 30,3 %, виробництво — 17,2 %, будівництво — 10,7 %, фінанси, страхування та нерухомість — 9,3 %.